# Jindřich Hegr
Jindřich Hegr (19. března 1933, Svratouch – 9. prosince 2015) byl český malíř, grafik a ilustrátor.

## Život
Studoval na Vyšší škole umělecko-průmyslové v Praze a na Akademii výtvarných umění v ateliéru profesora Vlastimila Rady.

## Dílo
Díla tvořil převážně ve svém ateliéru v pražských Vršovicích nebo na chalupě ve Svratouchu. Mezi jeho nejznámější díla patří například ručně vyřezávaný dřevěný betlém nebo ptačí klícky (ty se také objevily ve filmu Homolka a tobolka z roku 1972). Jeho tvorba byla vystavována nejen v Praze, ale také v galeriích v Paříži nebo ve Varšavě.